# Список умерших в 1367 году
В этой статье представлен список известных людей, умерших в 1367 году.
См. также: Категория:Умершие в 1367 году.

## Январь
- 9 января — Джулия делла Рена[итал.] — блаженная римско-католической церкви, местночтимая в Чертальдо
- 18 января:
  - Амадей III Женевский (55) — граф Женевы (1320—1367);
  - Педру I Справедливый (46) — король Португалии (1357—1367).
- 27 января — Уильям Рей[англ.] — епископ Глазго (1338/9—1367)

## Февраль
- 10 февраля — Боэмунд II фон Саарбрюккен[нем.] — архиепископ Трира (1354—1362), курфюрст.
- 23 февраля — Генрих III[нем.] — граф Фюрстенберга (1337—1357)

## Март
- 13 марта — Галассо I Пио[итал.] — сеньор Капри (1348—1367)
- 15 марта:
  - Галеотто I Маласпина[англ.] — итальянский дворянин, первый маркиз Фосдиново (1355/1359—1367);
  -  Жан I ле Менгр Бусико (Храбрый) — маршал Франции (1356—1367).
- 19 марта:
  - Сибиллина Бискосси[итал.] — блаженная католической церкви, покровительница служанок;
  - Уильям Фелтон[англ.] — английский рыцарь, участник столетней войны и шотландских войн, сенешаль Пуату, отличавшийся чрезвычайной отвагой и храбростью; погиб в битве при Ариньесе, в перестрелке перед битвой при Нахере.
- 20 марта — Феодор II Добрый — епископ Тверской (1342—1360). Канонизирован в лике святителей
- 29 марта:
  - Ги Ибелин — епископ Лимасола (1357—1367);
  - Тингаба из Таунгу[англ.] — первый царь Таунгу (1358—1367) в Бирме.

## Апрель
- 2 апреля — Гарси Лассо Руис де ла Вега, испанский дворянин из Кантабрии, представитель дома Гарси Лассо де ла Вега или Гарсиласко де ла Вега.
- 3 апреля — Джон де Феррерс — 4-й барон Феррерс из Чартли (1350—1367); погиб в битве при Нахере.
- 13 апреля — Джон Типтофт, 2-й барон Тибетот[англ.] — барон Тибетот (1314—1367)
- 15 апреля — Руффино Ланди[итал.] — епископ Мантуи (1347—1367)
- 24 апреля — Эрнст I — герцог Брауншвейг-Гёттингена (1344—1367)
- 27 апреля — Кенна, первая жена слупского князя Казимира IV.
- Миклош Конт — хорватско-венгерский магнат, воевода Трансильвании[англ.] (1351—1356) и палатин Венгрии (1356—1367). Родоначальник и основатель рода Уйлаки.

## Май
- 10 мая — Эли де Сент-Ирьё — епископ Юзеса (1344—1356), кардинал-священник Santo Stefano al Monte Celio (1356—1363), кардинал-епископ Веллетри-Сеньи (1363—1367), кардинал-епископ Остии (1363—1367)
- 14 мая — Жак Савойский — сеньор Пьемонта, титулярный принц Ахайи и Мореи, сеньор Ивреи (1334—1367)
- 20 мая — Пьер Этье[итал.] — епископ Дакса (1359—1361), кардинал-священник Санти-Куаттро-Коронати (1361—1364), кардинал-епископ Альбано (1364—1367)
- 23 мая — Иоганн фон Бранденбург-Грубкнхаген[нем.] — младший сын герцога Брауншвейг-Люнебурга и князя Грубенхагена Генриха I

## Июнь
- 23 июня — Якушицу Генку[фр.] — японский мастер Риндзай, поэт и флейтист

## Июль
- 3 июля — Рудольф Рюле[нем.] — епископ Вердена (1365—1367)
- 31 июля — Иоанн Коломбини[итал.] — итальянский купец, основатель конгрегации Иезуаты блаженного Иеронима (1360), блаженный римско-католической церкви.

## Август
- 5 августа:
  - Ральф де Невилл — 2-й барон Невилл из Рэби (1331—1367);
  - Роже ле Фор[фр.] — епископ Орлеана (1321—1328), епископ Лиможа (1328—1343), архиепископ Буржа (1348—1363), блаженный католической церкви.
- 24 августа — Хиль Альварес Каррильо Альборнос — архиепископ Толедо (1338—1350), кардинал-священник с титулом церкви Сан-Клементе (1350—1356), Великий пенитенциарий (1352—1364), Кардинал-епископ Сабины (1356—1364), фактический правитель Папской области (с 1353), предводитель папского войска.
- 31 августа — Аймон III Женевский[англ.] — граф Женевы (1367)
- Никколо да Монтефельтро[итал.] — итальянский кондотьер, глава чёрной компании (1362—1365), генерал-капитан (1367)

## Сентябрь
- 1 сентября — Джованни Содерини[итал.] — блаженная католической церкви
- Тадо Минбья[англ.] — основатель и первый король бирманского королевства Ава (1364—1367); умер от оспы.

## Ноябрь
- 1 ноября — Джулиана Лейбёрн, английская аристократка, 2-я баронесса Лейбёрн в своём праве (suo jure) (1310—1367).

## Декабрь
- 5 декабря — Джон де Богун (66), английский аристократ, 1-й барон Богун (1347—1367).
- 10 декабря — Миколай Сувка из Гульчева[англ.] — епископ Плоцка (1365—1367)
- 17 декабря — Дитрих Кагельвит[нем.] — епископ Шлезвига (1351—1354), епископ Миндена (1353—1361), архиепископ Магдебурга (1361—!367)
- 28 декабря — Асикага Ёсиакира (37) — сёгун сёгуната Муромати (1358—1367)
- 31 декабря — Никколо ди Алифе[итал.] — великий канцлер Неаполитанского королевства (1363—1367)

## Дата неизвестна или требует уточнения
- Азиз-шейх, хан Улуса Джучи (1365—1367).
- Алонсо Санчес де Москосо[исп.] — епископ Мондоньедо (1347—1366), Архиепископ Сантьяго-де-Компостелы (1366—1367)
- Андрес[исп.] — епископ Хаэна (1360—1367)
- Анна Цешинская — дочь князя Казимира I Цешинского, жена Вацлава I Легницкого
- Асикага Мотуджи[англ.] — воин периода нанбоку-те. Четвёртый сын сёгуна Асикага Такаудзи, он был первым из династии пяти канто-кубо, представителей Камакуры в жизненно важном Камакурафу режима Киото Асикага .
- Богдан I Основатель — первый господарь независимого Молдавского государства (Богданско) (1365—1367).
- Велфлин, отец Яна Непомуцкого, судья.
- Генрих де Монфуко[англ.] — сеньор Монфуко, граф Монбельяр на правах жены (1332—1367)
- Гарси Джофре Тенорио[исп.] — кастильский адмирал, умер от рук короля Кастилии Педро I
- Джанибек II[укр.] — хан Золотой Орды (1364—1367)
- Конрад I — граф Ольденбурга (1324—1367). С 1324 года правил совместно со старшим братом Иоганном III, в 1342—1345 годах один и с 1345 года вместе с племянником Иоганном IV.
- Лучино Даль Верме[англ.] — итальянский кондотьер
- Нерсес Палианенц — армянский историк.
- Николай I — граф Текленбурга (1328—1367), последний граф Шверина (1357—1358)
- Онцифор Лукинич — боярин Новгородской республики, древнерусский политический деятель, новгородский посадник (1350—1354)
- Орсо Долфин[итал.] — епископ Каподистрии (1347—1349), архиепископ Кандии (1349—1361), патриарх Градо (1361—1367)
- Хуан Понсе де Леон эль-Вьехо — Сеньор де Марчена (1352—1367); казнён Педро I
- Рамберто I Малатеста[итал.] — итальянский полководец.
- Ричард Уайт[англ.] — лорд верховный судья королевской скамьи в Ирландии (1363—1365)
- Рудольф VI[нем.]? — граф Вадуц (1354—1367).
- Конья Сеченьи, венгерский барон, бан Хорватии и Далмации (1366—1367).
- Тидир ап Горонуи[англ.] — валлийский землевладелец с острова Англси, считающийся родоначальником Тюдоров
- Ульджай-туркан ага — вторая жена Тимура.
- Хуан Понсе де Леон-и-Херика, кастильский дворянин из дома Понсе де Леон, 6-й сеньор де Марчена (1352—1367).
- Чжан Шичэн — один из руководителей Восстания Красных повязок; убит
- Эгидио Бокканегра[англ.] — брат первого дожа Генуи Симона Бокканегры, военачальник, казнён в Севилье за поддержку Энрике II.